# 3047 Гете
3047 Гете (енгл. 3047 Goethe) је астероид главног астероидног појаса чија средња удаљеност од Сунца износи 2,643 астрономских јединица (АЈ).
Апсолутна магнитуда астероида је 12,7.